# Ed de Goey
Eduard Franciscus de Goeij známý jako Ed de Goey [ed de guj] (* 20. prosince 1966, Gouda, Nizozemsko) je bývalý nizozemský fotbalový brankář. V roce 1993 získal ocenění Fotbalový brankář roku Nizozemska a v roce 1994 nizozemskou cenu Gouden Schoen (Zlatá kopačka).
Působil v rotterdamských klubech Sparta Rotterdam a Feyenoord. Od roku 1997 hrál v Chelsea FC a kariéru ukončil v dalším anglickém klubu Stoke City FC. Prosadil se také v nizozemské reprezentaci.

## Reprezentační kariéra
V letech 1992–2000 byl členem nizozemské fotbalové reprezentace (poslední zápas ale odchytal 1. června 1998 proti Paraguayi, za stavu 3:1 nastoupil do druhého poločasu, Nizozemsko vyhrálo celkem 5:1). Svůj reprezentační debut absolvoval 16. prosince 1992 v utkání proti domácímu Turecku (výhra Nizozemska 3:1).
Zúčastnil se čtyř vrcholových fotbalových turnajů: Mistrovství světa 1994 a 1998, Mistrovství Evropy 1996 a Mistrovství Evropy 2000 (zisk bronzové medaile). Prvním brankářem byl pouze na MS 1994, na dalších turnajích plnil roli rezervního brankáře za Edwinem van der Sarem. Celkem odehrál v nizozemské reprezentaci 31 zápasů.